# 1989-es Tour de France
Az 1989-es Tour de France volt a 76. francia körverseny. 1989. július 1-je és július 23-a között rendezték.

## Végeredmény
|    | Versenyző          | Csapat               | Idő            |
| -- | ------------------ | -------------------- | -------------- |
| 1  | Greg LeMond        | ADR Agrigel          | 87 óra 38' 15" |
| 2  | Laurent Fignon     | Super U-Raleigh-Fiat | 08"            |
| 3  | Pedro Delgado      | Reynolds             | 3' 34"         |
| 4  | Gert-Jan Theunisse | PDM-Ultima-Concorde  | 7' 30"         |
| 5  | Marino Lejarreta   | Caja Rural           | 9' 39"         |
| 6  | Charly Mottet      | R.M.O.-Mavic         | 10' 06"        |
| 7  | Steven Rooks       | PDM-Ultima-Concorde  | 11' 10"        |
| 8  | Raúl Alcalá        | PDM-Ultima-Concorde  | 14' 21"        |
| 9  | Seán Kelly         | PDM-Ultima-Concorde  | 18' 25"        |
| 10 | Robert Millar      | Z-Peugeot            | 18' 46"        |

## Szakaszok
| Időpont     | Szakasz | Útvonal                           | km     | Győztes                | Összetett             |
| július 1.   | Prolog  | Luxembourg                        | 7,8 *  | Erik Breukink (NED)    | Erik Breukink (NED)   |
| július 2.   | 1       | Luxembourg–Luxembourg             | 135,5  | Acácio da Silva (POR)  | Acácio da Silva (POR) |
| július 2.   | 2       | Luxembourg                        | 46 **  | Super U (FRA)          | Acácio da Silva (POR) |
| július 3.\| | 3       | Luxembourg–Spa-Francorchamps      | 241    | Raúl Alcalá (MEX)      | Acácio da Silva (POR) |
| július 4.   | 4       | Liège–Wasquehal                   | 255    | Jelle Nijdam (NED)     | Acácio da Silva (POR) |
| július 6.   | 5       | Dinard–Rennes                     | 73 *   | Greg LeMond (USA)      | Greg LeMond (USA)     |
| július 7.   | 6       | Rennes–Futuroscope                | 259    | Joël Pelier (FRA)      | Greg LeMond (USA)     |
| július 8.   | 7       | Poitiers–Bordeaux                 | 258,5  | Etienne De Wilde (BEL) | Greg LeMond (USA)     |
| július 9.   | 8       | Labastide-d'Armagnac–Pau          | 157    | Martin Earley (IRL)    | Greg LeMond (USA)     |
| július 10.  | 9       | Pau–Cauterets–Cambasque           | 147    | Miguel Indurain (ESP)  | Greg LeMond (USA)     |
| július 11.  | 10      | Cauterets–Superbagnères           | 136    | Robert Millar (GBR)    | Laurent Fignon (FRA)  |
| július 12.  | 11      | Luchon–Blagnac                    | 158,5  | Mathieu Hermans (NED)  | Laurent Fignon (FRA)  |
| július 13.  | 12      | Toulouse–Montpellier              | 242    | Valerio Tebaldi (ITA)  | Laurent Fignon (FRA)  |
| július 14.  | 13      | Montpellier–Marseille             | 179    | Vincent Barteau (FRA)  | Laurent Fignon (FRA)  |
| július 15.  | 14      | Marseille–Gap                     | 240    | Jelle Nijdam (NED)     | Laurent Fignon (FRA)  |
| július 16.  | 15      | Gap–Orcières-Merlette             | 39 *   | Steven Rooks (NED)     | Greg LeMond (USA)     |
| július 18.  | 16      | Gap–Briançon                      | 175    | Pascal Richard (SUI)   | Greg LeMond (USA)     |
| július 19.  | 17      | Briançon–L’Alpe d’Huez            | 165    | GJ Theunisse (NED)     | Laurent Fignon (FRA)  |
| július 20.  | 18      | Le Bourg-d’Oisans–Villard-de-Lans | 91,5   | Laurent Fignon (FRA)   | Laurent Fignon (FRA)  |
| július 21.  | 19      | Villard-de-Lans–Aix-les-Bains     | 125    | Greg LeMond (USA)      | Laurent Fignon (FRA)  |
| július 22.  | 20      | Aix-les-Bains–L’Isle-d’Abeau      | 130    | Giovanni Fidanza (ITA) | Laurent Fignon (FRA)  |
| július 23.  | 21      | Versailles–Párizs                 | 24,5 * | Greg LeMond (USA)      | Greg LeMond (USA)     |